# Damen Conversations Lexikon

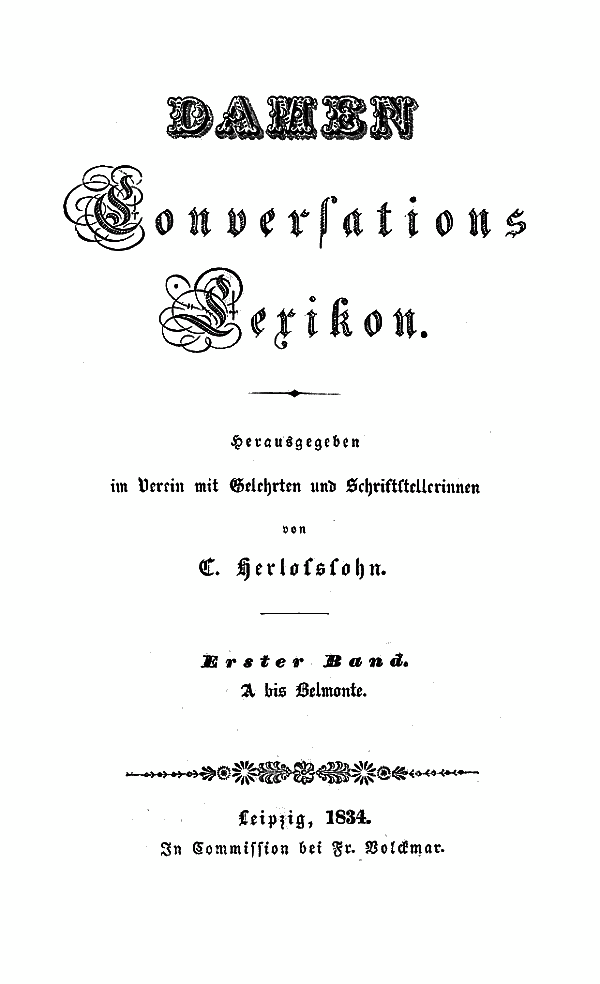
Titelblatt des ersten Bandes

Das Damen Conversations Lexikon ist ein 10-bändiges Konversationslexikon aus dem 19. Jahrhundert, das sich zur Erscheinungszeit vor allem an bildungsinteressierte Frauen des Bürgertums richtete.

## Geschichte
Der deutsche Buchmarkt bot am Beginn der 1830er rund 50 enzyklopädische Werke an, die vielfältige Spezialgebiete behandelten und sich an unterschiedliche Zielgruppen richteten. Diese Werke wandten sich an die gebildeten Stände und wurden in Einzellieferungen vertrieben. Der Schriftsteller Carl Herloßsohn, der aus ärmlichen Verhältnissen stammte, setzte auf ein ähnliches Konzept, indem er 1834 mit der Herausgabe des Damen Conversations Lexikons begann. Dabei setzte er auf das Interesse bildungshungriger Frauen des Bürgertums. Jeweils vier Hefte bildeten einen Band. Im Jahre 1838 war der zehnte Band vollendet. Zu den Mitarbeitern zählten Karoline von Woltmann, die beispielsweise einen Beitrag über die Ehe verfasste. Beiträge aus dem Bereich Musik sollen in den ersten beiden Bänden von Robert Schumann stammen. Die Nebenseiten der Titelblätter zu den einzelnen Bänden waren mit Stahlstichen berühmter Frauen versehen, die von Moritz Retzsch stammten.
In der Vorrede zum ersten Band heißt es:

„Das weibliche Interesse allseitig in’s Auge zu fassen, das Nützliche, Schöne, Wissenswerthe im Geiste der Frauen zu prüfen und anschaulich zu machen, es in einem leichtern, geschmackvollern Gewande einherschreiten zu lassen als bei andern lexikographischen Werken, eine Form zu wählen, welche den Richterinnen des Geschmackes genüge, ohne dabei der ernsten und würdigen Stellung etwas zu vergeben, die das Werk einzunehmen bestimmt ist, dies war die Aufgabe, die wir zu lösen gedachten.“

Ein Digitalisat erschien (in Neusatz und Faksimile) in der Reihe Digitale Bibliothek und wurde kostenfrei auf dem Portal Zeno.org bereitgestellt. Dabei wird der vollständige Text der gedruckten Ausgabe mit einer wortgenauen Seitenkonkordanz unverändert wiedergegeben.
1856 erschien das 6-bändige Werk Neuestes Damen-Conversations-Lexikon. Ein Inbegriff des Gesammtwissens für die Frauenwelt das ebenfalls in Leipzig gedruckt wurde und sich an dieselbe Zielgruppe richtete.

## Bände

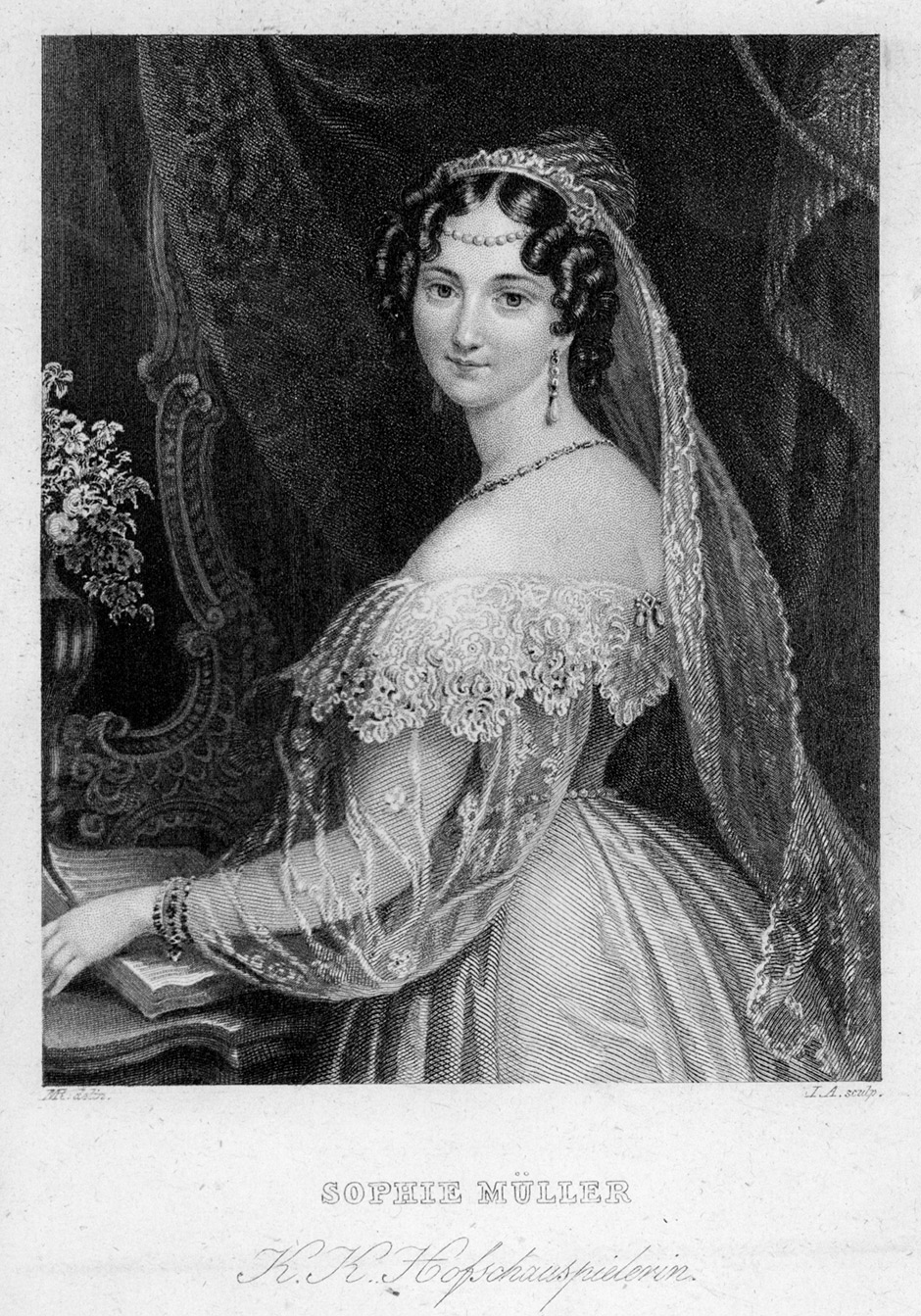
Hofschauspielerin
Sophie Müller
(Moritz Retzsch) Band 7

Herausgegeben im Verein mit Gelehrten und Schriftstellerinnen
- Band 1: A bis Belmonte. 1834 (zeno.org oder books.google.de).
- Band 2: Belt bis Corday (Charlotte). 1834 (zeno.org oder books.google.de).
- Band 3: Cordilleras bis Esel. 1835 (zeno.org oder books.google.de).
- Band 4: Eskimo bis Grätz. 1835 (zeno.org oder books.google.de).
- Band 5: Graubündten bis Italien (Geschichte). 1835 (zeno.org oder books.google.de).
- Band 6: Italien (Frauen) bis Majo. 1836 (zeno.org oder books.google.de).
- Band 7: Majoran bis Ohrenzwang. 1836 (zeno.org oder books.google.de).
- Band 8: Ohrringe bis Rübe. 1837 (zeno.org oder books.google.de).
- Band 9: Rubens bis Tabernakel. 1837 (zeno.org oder books.google.de).
- Band 10: Tableaux bis Zwischenact. 1838 (zeno.org oder books.google.de).

## Neusatz und Faksimile
- Carl Herloßsohn (Hrsg.): Damen Conversations Lexikon. Neusatz und Faksimile der 10-bändigen Ausgabe Leipzig 1834 bis 1838. (= Digitale Bibliothek 118). Directmedia Publishing, Berlin 2005, ISBN 3-89853-518-5 (CD-Rom).